# Cyril Nauth
Cyril Nauth (Dijon; 19 de diciembre de 1981) es un político francés.
Miembro del Frente Nacional (FN) y luego de la Agrupación Nacional (Rassemblement National) desde 2010, es alcalde de Mantes-la-Ville desde 2014 y consejero regional de Île-de-France desde 2015. Es el primer alcalde del partido en la región de París.

## Biografía
Cyril Nauth nació el 19 de diciembre de 1981 en Dijon.
Es profesor de literatura-historia-geografía en la escuela secundaria profesional. Es miembro de la FN en 2010.
La lista que lidera gana en Mantes-la-Ville en las elecciones municipales de 2014.
La fuerza policial municipal casi se ha duplicado en tamaño.
La deuda disminuye en un 16% sin que aumenten los impuestos.